# 신길역
신길역(新吉驛, Singil station)은 서울특별시 영등포구 신길동과 영등포동1가에 있는 수도권 전철 1호선과 수도권 전철 5호선의 환승역이다. 수도권 전철 5호선은 샛강 하저터널로 여의도역과 연결된다.

## 연혁
- 1996년 8월 12일: 수도권 전철 5호선 까치산 ~ 여의도 구간 개통과 함께 영업 개시
- 1997년 4월 30일: 수도권 전철 1호선 신길역이 운전간이역으로 영업 개시[2](역사는 5호선 이용), 환승 통로 개통
- 1998년 1월 7일: 현 역사 준공, 배치간이역으로 변경
- 2002년 3월 13일: 무배치간이역으로 격하
- 2003년 3월: 1호선 승강장 스크린도어(급행 승강장 제외) 시범 설치
- 2003년 9월 15일: 운전간이역으로 승격
- 2004년 12월 29일: 1호선 승강장 스크린도어(급행 승강장 제외) 정식 설치
- 2008년: 5호선 승강장 스크린도어 설치
- 2018년 1월 23일: 1호선 급행 승강장 스크린도어 설치
- 2021년 2월: 1호선 3~4번 승강장 스크린도어 교체공사로 인해 철거

## 역 구조
1호선은 3면 4선의 쌍상대식 승강장이고 5호선은 2면 2선의 상대식 승강장 형태이며, 두 노선의 승강장은 곡선이다. 또한, 승강장과 전동차 사이의 틈새가 넓기 때문에, 승·하차시 발이 빠지지 않도록 주의하여야 한다.
두 노선 모두 스크린도어가 설치되어 있다. 출구는 한국철도공사 소속 2개, 서울교통공사 소속 1개로 총 3개가 있다.
1호선 승강장
| ↑대방            |
| \| ３２ \| １ \| |
| 영등포↓          |

| 1 | ● 수도권 전철 1호선 | 영등포 · 부천 · 동인천 방면 (급행)                |
| 2 | ● 수도권 전철 1호선 | 대방 · 용산 방면 (급행)                           |
| 3 | ● 수도권 전철 1호선 | 구로·부천·인천·서동탄·천안·신창 방면 (일반, 급행) |
| 4 | ● 수도권 전철 1호선 | 용산·광운대·의정부·연천 방면 (일반, 급행)         |

5호선 승강장
| 영등포시장↑ |
| \| 상       |
| ↓여의도     |

| 상행 | ● 수도권 전철 5호선 | 오목교 · 목동 · 까치산 · 화곡 · 김포공항 · 방화 방면               |
| 하행 | ● 수도권 전철 5호선 | 여의도 · 공덕 · 충정로 · 광화문 · 종로3가 · 하남검단산 · 마천 방면 |

### 환승
수도권 전철 5호선과의 환승을 위해 수도권 전철 1호선상에 새로운 역을 설치하였으며, 신길역 환승통로가 완공된 다음에 완공되었다.(환승 거리는 약 272m) 1호선 영등포역 방향 끝부분에 있는 지하로 연결된 내림 계단과 5호선 여의도역 방향 끝부분에 있는 오름 계단을 이용한다. 5호선 개통 이후에도 공사가 지연되어 환승 통로는 1997년 4월 30일에 개통되었다.

## 역 주변
1번 출구 
- 영등포여자고등학교
- 장훈고등학교

2번 출구 
- 노들로
- 한국제과학교

3번 출구 
- 영등포시장 교차로
- 근로복지공단 서울남부지사
- 영등포공원
- 영등포동3가
- 영등포구 수어통역센터
- 영등포문화원
- 영등포구 견인차량보관소
- 한국장애인고용공단 서울남부지사
- 영등포구 어린이급식관리지원센터

## 이용객 변동
| 노선  | 노선   | 일평균 인원수 (명/일) | 일평균 인원수 (명/일) | 일평균 인원수 (명/일) | 일평균 인원수 (명/일) | 일평균 인원수 (명/일) | 일평균 인원수 (명/일) | 일평균 인원수 (명/일) | 일평균 인원수 (명/일) | 일평균 인원수 (명/일) | 일평균 인원수 (명/일) | 각주                  | 각주                  | 각주  |
| 노선  | 노선   | 2000년                | 2001년                | 2002년                | 2003년                | 2004년                | 2005년                | 2006년                | 2007년                | 2008년                | 2009년                | 각주                  | 각주                  | 각주  |
| ----- | ------ | --------------------- | --------------------- | --------------------- | --------------------- | --------------------- | --------------------- | --------------------- | --------------------- | --------------------- | --------------------- | --------------------- | --------------------- | ----- |
| 1호선 | 승차   | 7,570                 | 8,755                 | 9,209                 | 10,687                | 7,592                 | 8,316                 | 8,728                 | 9,022                 | 9,241                 | 9,247                 | [ 6 ]                 | [ 6 ]                 | [ 6 ] |
| 1호선 | 하차   | 2,978                 | 5,884                 | 8,021                 | 8,073                 | 6,358                 | 6,781                 | 7,038                 | 7,265                 | 7,352                 | 7,305                 | [ 6 ]                 | [ 6 ]                 | [ 6 ] |
| 5호선 | 승차   | 1,723                 | 1,695                 | 1,707                 | 1,790                 | 1,763                 | 1,823                 | 1,859                 | 2,032                 | 2,104                 | 2,087                 | [ 7 ]                 | [ 7 ]                 | [ 7 ] |
| 5호선 | 하차   | 2,261                 | 2,150                 | 2,098                 | 2,116                 | 2,068                 | 2,162                 | 2,255                 | 2,477                 | 2,596                 | 2,613                 | [ 7 ]                 | [ 7 ]                 | [ 7 ] |
| 5호선 | 승하차 | 3,983                 | 3,845                 | 3,805                 | 3,906                 | 3,830                 | 3,985                 | 4,114                 | 4,508                 | 4,700                 | 4,700                 | [ 7 ]                 | [ 7 ]                 | [ 7 ] |
| 노선  | 노선   | 일평균 인원수 (명/일) | 일평균 인원수 (명/일) | 일평균 인원수 (명/일) | 일평균 인원수 (명/일) | 일평균 인원수 (명/일) | 일평균 인원수 (명/일) | 일평균 인원수 (명/일) | 일평균 인원수 (명/일) | 일평균 인원수 (명/일) | 일평균 인원수 (명/일) | 일평균 인원수 (명/일) | 일평균 인원수 (명/일) | 각주  |
| 노선  | 노선   | 2010년                | 2011년                | 2012년                | 2013년                | 2014년                | 2015년                | 2016년                | 2017년                | 2018년                | 2019년                | 2020년                | 2021년                | 각주  |
| 1호선 | 승차   | 9,007                 | 9,240                 | 8,929                 | 8,799                 | 8,770                 | 8,386                 | 8,384                 | 8,152                 | 7,809                 | 7,821                 | 6,113                 | 6,130                 | [ 6 ] |
| 1호선 | 하차   | 7,070                 | 7,312                 | 7,218                 | 7,235                 | 7,324                 | 7,195                 | 7,227                 | 7,095                 | 6,900                 | 6,933                 | 5,435                 | 5,515                 | [ 6 ] |
| 5호선 | 승차   | 2,066                 | 2,190                 | 2,332                 | 2,646                 | 2,940                 | 3,059                 | 3,146                 | 3,132                 | 3,313                 |                       |                       |                       | [ 7 ] |
| 5호선 | 하차   | 2,584                 | 2,750                 | 2,854                 | 3,129                 | 3,386                 | 3,502                 | 3,592                 | 3,620                 | 3,826                 |                       |                       |                       | [ 7 ] |
| 5호선 | 승하차 | 4,651                 | 4,940                 | 5,186                 | 5,775                 | 6,326                 | 6,561                 | 6,738                 | 6,752                 | 7,139                 |                       |                       |                       | [ 7 ] |

## 사진

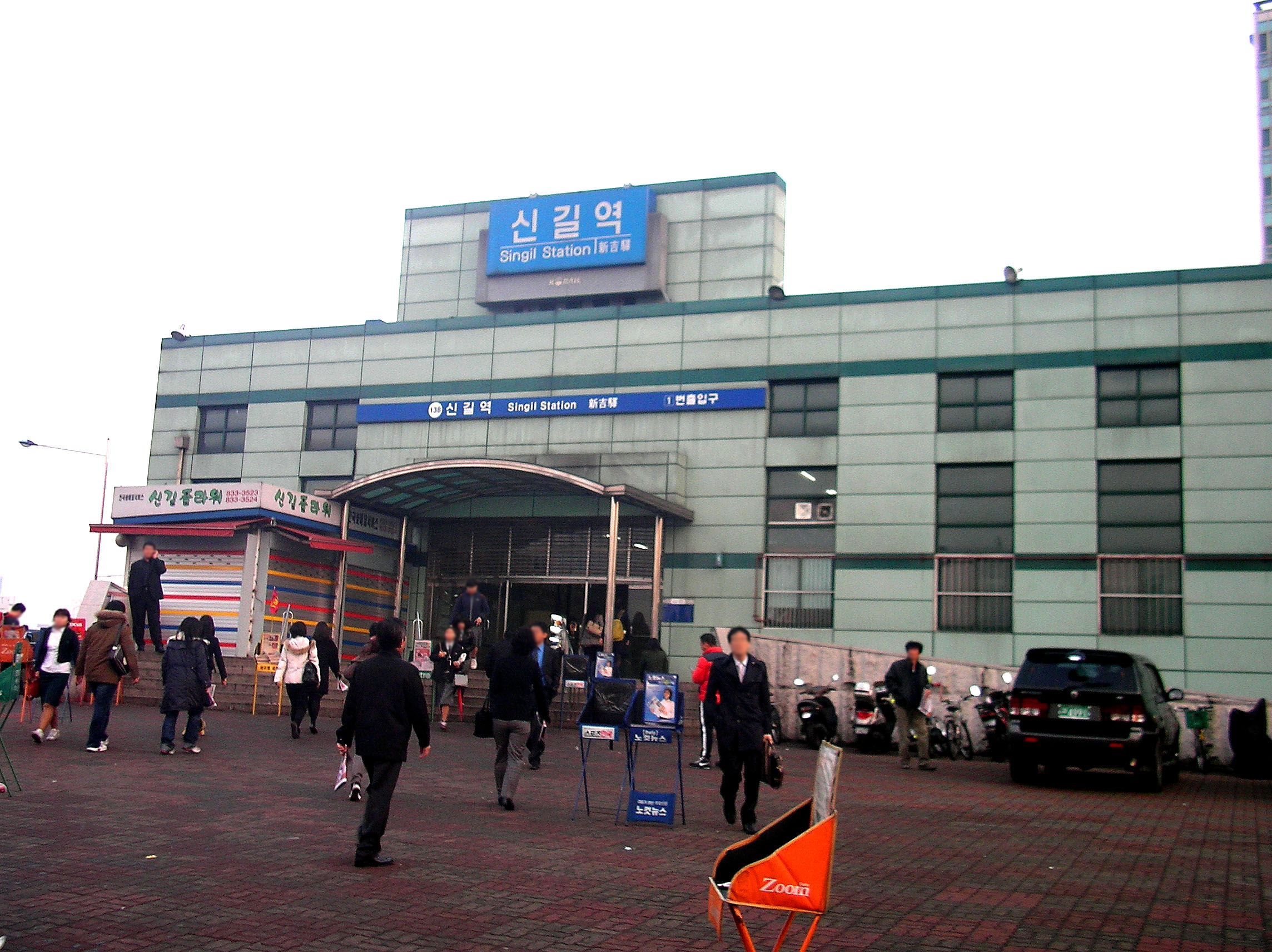
역사
2번 출입구
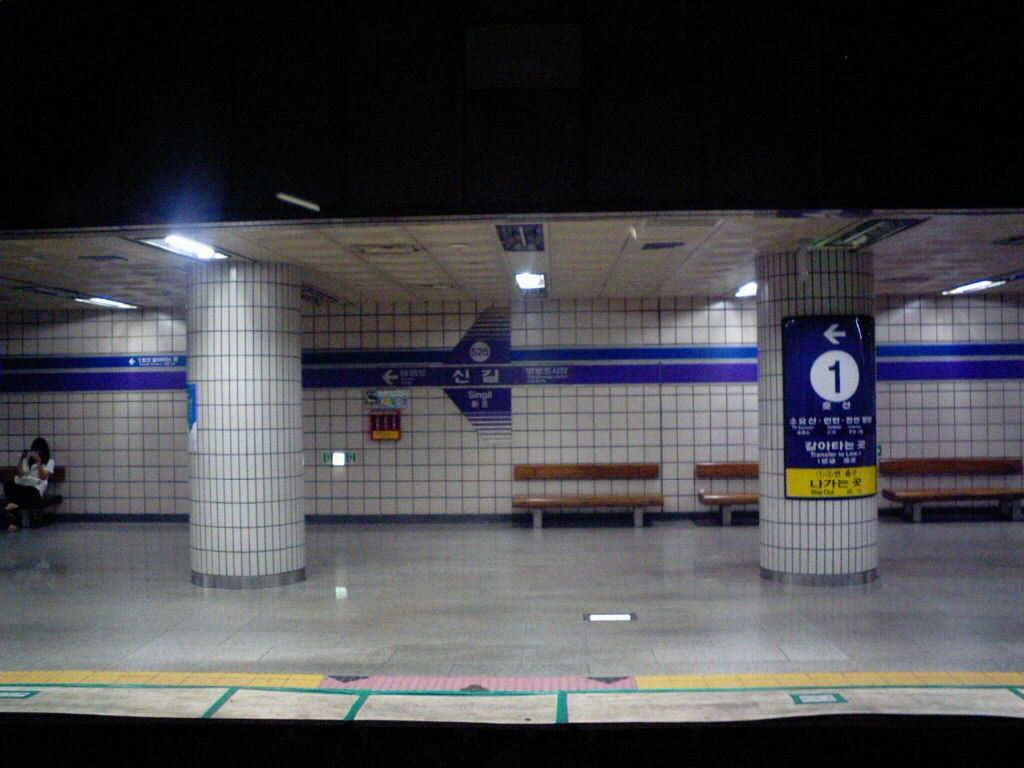
5호선 승강장(스크린도어 설치 전)
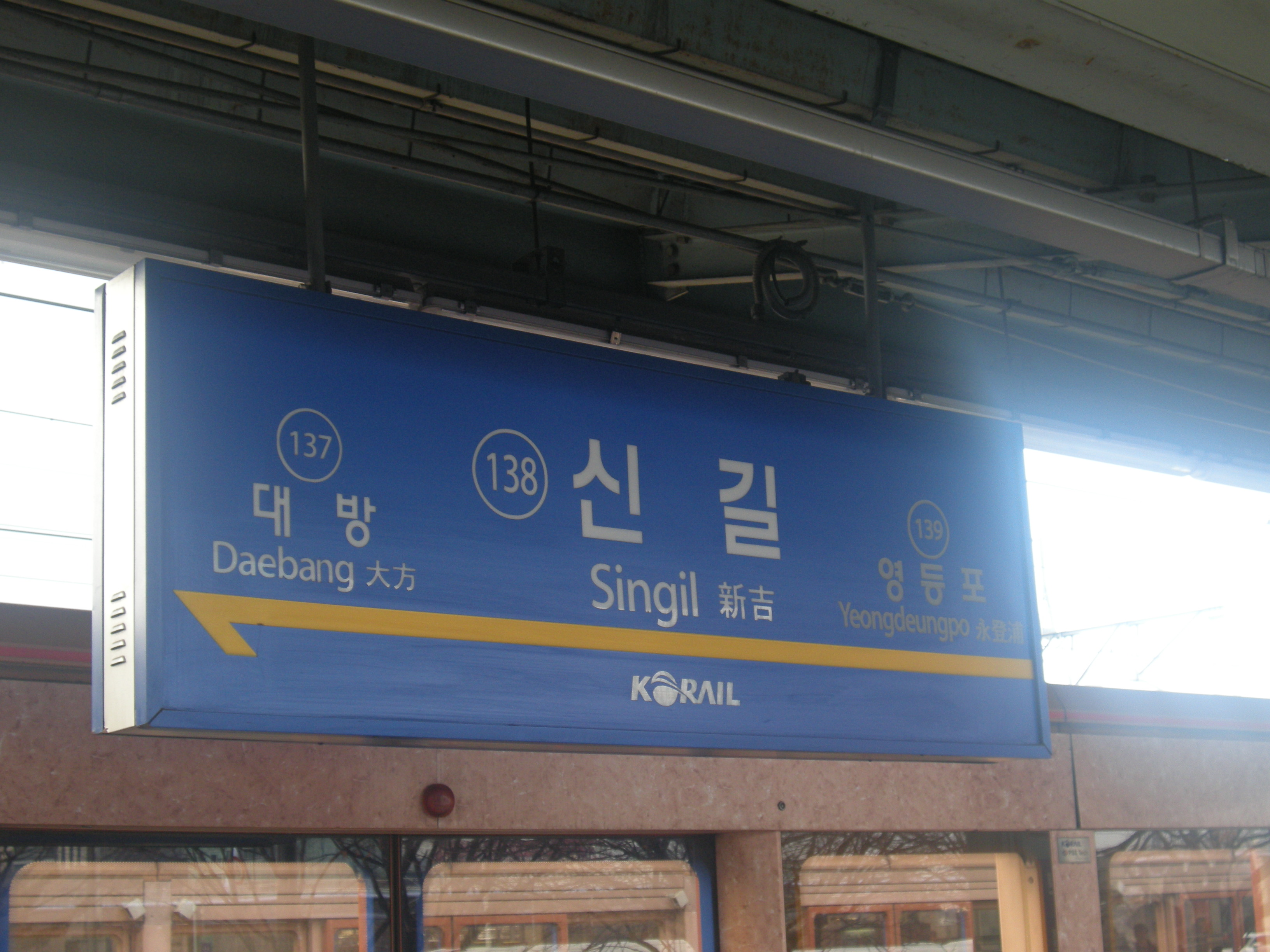
1호선 역명판 (스크린도어 재설치 및 철거 전)
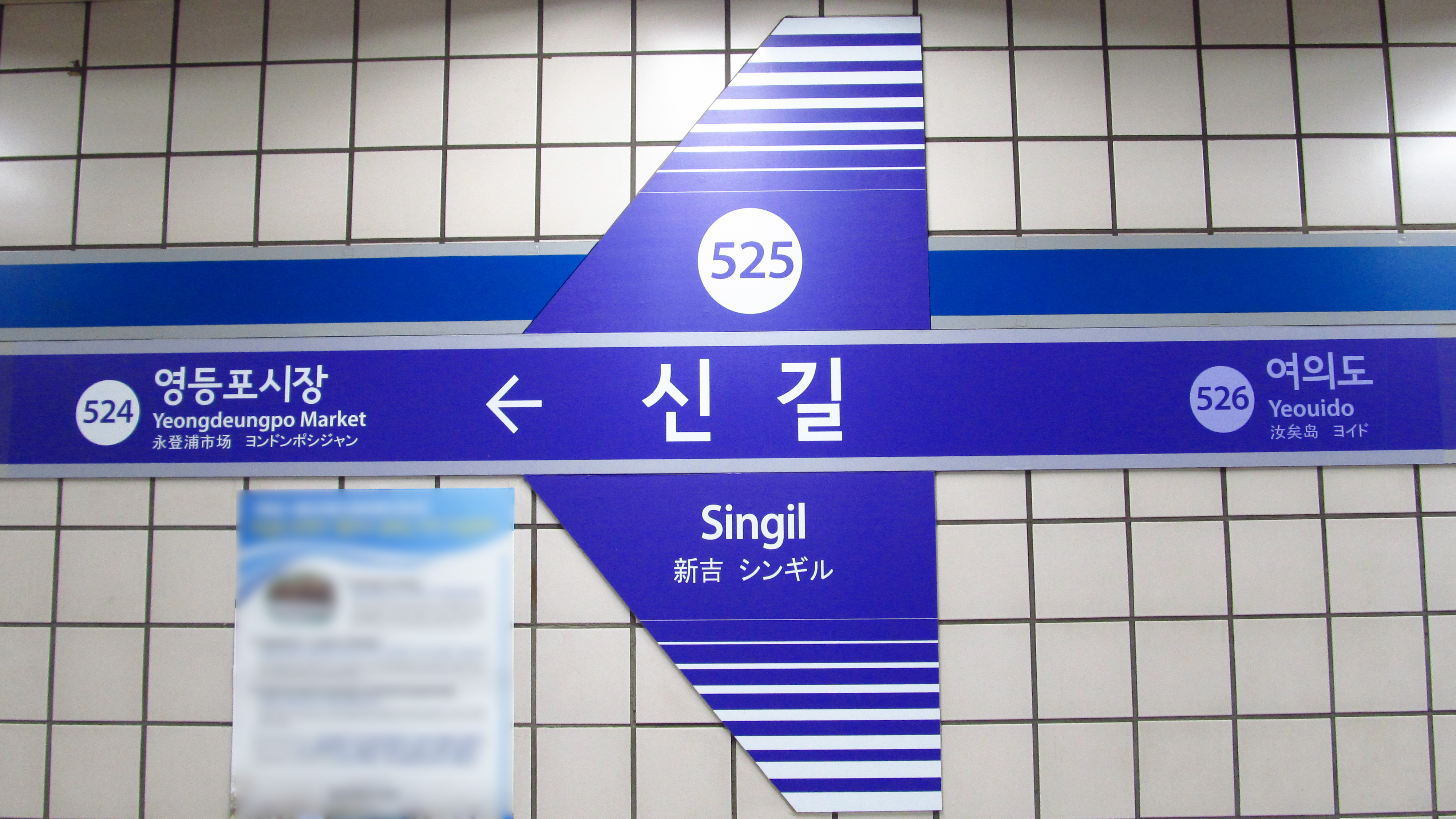
5호선 역명판(교체 전)

## 인접한 역
| 경부선                                               | 경부선                                                                                 | 경부선                                                        |
| ---------------------------------------------------- | -------------------------------------------------------------------------------------- | ------------------------------------------------------------- |
| 137 대방 연천 방면 광운대 방면 용산 방면 청량리 방면 | ● 수도권 전철 1호선 경원-경인선 완행 · 경원선 급행 경부선 완행 경인선 급행 경부선 급행 | 139 영등포 인천 방면 서동탄 · 신창 방면 동인천 방면 신창 방면 |
| 수도권 전철 5호선                                    |                                                                                        |                                                               |
| 524 영등포시장 방화 방면                             | ● 수도권 전철 5호선                                                                    | 526 여의도 하남검단산·마천 방면                               |